# A / B
A / B je název devátého alba skupiny Tata Bojs, které vyšlo v říjnu 2015. Obsahuje celkem třináct skladeb, z nichž dvě (S ní a Antikvariát) vyšly o rok dříve na singlu Strana A. Na albu Tata Bojs spolupracovali mimo jiné s Janem Burianem, Markem Ebenem, Oskarem Törökem nebo Yellow Sisters. V některých skladbách jsou využity i samply, například z komunikace Apolla 13 nebo vysílání Hlasu Ameriky. Žánrově se tato deska, zejména oproti předchozím nahrávkám skupiny, blíží spíše k popu.

## Skladby
1. Nadčasová
2. Gastronaut
3. Sonda
4. Radioamatér
5. Rubik a Kubrick
6. S ní
7. Kamarádky
8. Moderní lidi
9. Hrana
10. Antikvariát
11. Běžec
12. Noční linky
13. Národní